# Moose Jaw—Lake Centre
Pour les articles homonymes, voir Moose Jaw (homonymie).
Moose Jaw—Lake Centre fut une circonscription électorale fédérale de la Saskatchewan, représentée de 1953 à 1968 et de 1988 à 1997.
La circonscription de Moose Jaw—Lake Centre initialement en 1953 avec des parties de Lake Centre, Moose Jaw, Qu'Appelle et de Rosthern. Abolie en 1966, elle fut redistribuée parmi Moose Jaw, Regina-Est et Regina—Lake Centre.
La circonscription réapparut en 1987 avec des parties d'Assiniboia, Humboldt—Lake Centre et Moose Jaw. À nouveau abolie en 1996, elle fut redistribuée parmi Blackstrap, Cypress Hills—Grasslands, Palliser et Regina—Arm River.

## Députés
1953 - 1968
1. 1953-1957 — Wilbert Ross Thatcher, CCF
2. 1957-1958 — Louis Harrington Lewry, CCF
3. 1958-1968 — James Ernest Pascoe, PC

1988 - 1997
1. 1988-1993 — Rod Laporte, NPD
2. 1993-1997 — Allan Kerpan, PR

- CCF = Co-Operative Commonwealth Federation
- NPD = Nouveau Parti démocratique
- PC = Parti progressiste-conservateur
- PR = Parti réformiste du Canada